# Zbigniew Gabryś
Zbigniew Gabryś (ur. 30 kwietnia 1972) – polski kierowca rajdowy, w sezonie 2017 został drugim wicemistrzem Polski, zajmując trzy razy drugie miejsce w sezonie.